# ꬹ
Cette page contient des caractères spéciaux ou non latins. S’ils s’affichent mal (▯, ?, etc.), consultez la page d’aide Unicode.
ꬹ (uniquement en minuscule), appelé l rond médian, est une lettre additionnelle de l’alphabet latin qui est utilisée dans la transcription phonétique de dialectologie allemande.

## Représentations informatiques
Le l rond médian peut être représenté avec les caractères Unicode (Latin étendu E) suivants :
| formes    | représentations | chaînes de caractères | points de code | descriptions                          |
| --------- | --------------- | --------------------- | -------------- | ------------------------------------- |
| minuscule | ꬹ               | ꬹ                     | U+AB37         | lettre minuscule latine l rond médian |